# 石川廉勝
石川 廉勝（いしかわ かどかつ）は、江戸時代前期の近江国膳所藩の世嗣。官位は従五位下・弾正大弼。

## 略歴
石川忠総の長男として誕生。母は堀尾吉晴の娘。正室は堀尾忠晴の娘。
慶長14年（1609年）、父・忠総が石川家を相続したため、廉勝も石川家嫡子となる。
堀尾忠晴は、亡くなる直前に、祖父堀尾吉晴の孫で父方の従兄弟であり、なおかつ娘婿でもある廉勝(宗十郎)に男子が生まれたなら、実孫であるその子を堀尾家の後継にしたいと考えた。
忠晴は、すでに母方の従兄弟である堀尾泰長(三条西公紀)を養子にしていたが、宗十郎の末期養子(中継養子)を幕府に申し立てた。
しかしその嘆願は認められず、寛永10年（1633年）に死去、堀尾家は無嗣断絶、改易となったという。
寛永9年（1632年）に叙任するが、家督相続前の慶安3年（1650年）に没した。享年47。
代わって長男・憲之が嫡子となり忠総の後を継いだ。